# Nordeste Baiano
Nordeste Baiano is een van de zeven mesoregio's van de Braziliaanse deelstaat Bahia. Zij grenst aan de deelstaat Sergipe in het oosten en de mesoregio's Vale São Francisco da Bahia in het noorden, Centro-Norte Baiano in het westen en zuidwesten en Metropolitana de Salvador en de Atlantische Oceaan in het zuidoosten. De mesoregio heeft een oppervlakte van ca. 56.335 km². Midden 2004 werd het inwoneraantal geschat op 1.507.126.
Zes microregio's behoren tot deze mesoregio:
- Alagoinhas
- Entre Rios
- Euclides da Cunha
- Jeremoabo
- Ribeira do Pombal
- Serrinha

Mesoregio's: Centro-Norte Baiano · Centro-Sul Baiano · Extremo Oeste Baiano · Metropolitana de Salvador · Nordeste Baiano · Sul Baiano · Vale São-Franciscano da Bahia

Microregio's: Alagoinhas · Barra · Barreiras · Bom Jesus da Lapa · Boquira · Brumado · Catu · Cotegipe · Entre Rios · Euclides da Cunha · Feira de Santana · Guanambi · Ilhéus-Itabuna · Irecê · Itaberaba · Itapetinga · Jacobina · Jequié · Jeremoabo · Juazeiro · Livramento do Brumado · Paulo Afonso · Porto Seguro · Ribeira do Pombal · Salvador · Santa Maria da Vitória · Santo Antônio de Jesus · Seabra · Senhor do Bonfim · Serrinha · Valença · Vitória da Conquista